# Agapanthia subnigra
Agapanthia subnigra är en skalbaggsart som beskrevs av Maurice Pic 1890. Agapanthia subnigra ingår i släktet Agapanthia och familjen långhorningar. Inga underarter finns listade i Catalogue of Life.